# Palamede Gattilusio
Palamede Gattilusio (ur. ok. 1389, zm. 1455) – drugi genueński władca miasta Enos (dzisiejszy Enez w Tracji w Turcji) od 1409 do 1455 roku. 

## Życiorys
Był synem Franciszka II Gattilusio. Wkrótce po upadku Konstantynopola sułtan posłał wojsko przeciwko miastu Enos. Palamed śpiesznie ogłosił swoją uległość. W tym samym mniej więcej czasie flota turecka zajęła bizantyńskie wyspy Imbros i Lemnos. Palamede otrzymał od sułtana Mehmeda II wyspę Imbros za sumę 1200 dukatów daniny rocznej. Następcą Palamede był jego syn Dorino II Gattilusio. 